# Justin Girod-Chantrans
Justin Girod-Chantrans (Besançon, 26 settembre 1750 – Besançon, 1º  aprile 1841) è stato un naturalista e militare francese, noto per la sua ricerca pionieristica nel campo della psicologia.

## Biografia
A seguito degli studi con la Compagnia di Gesù, entrò nell'Ecole du Génie militaire nel 1768. Diversi anni dopo,  conseguì il titolo di capitano (1777), in seguito, assunse diverse posizioni militari (tra cui a Santo Domingo) fino a 1791. Intorno al 1786, sviluppò un interesse per la storia naturale.
Nel 1799 fonda la Société d'agriculture, commerce et arts a Besançon. Successivamente si occupò di politica, dal quale nel 1802 fu eletto legislatore. A partire dal 1810, dedicò tutto il suo tempo per le scienze naturali.
Descrisse varie specie tra cui: Haematococcus lacustris, Volvox lacustris e Conferva mammiformis e molti altri.

## Opere principali
- Voyage d'un Suisse dans différentes colonies d'Amérique pendant la dernière guerre, : avec une table d'observations météorologiques faites à Saint-Domingue (1785).[2]
- Recherches chimiques et microscopiques sur les conferves, bisses, tremelles, etc. (1802)[3]
- Essai sur la géographie physique, le climat et l'histoire naturelle du département du Doubs (1810).